# Европско екипно првенство у атлетици
Европско екипно првенство у атлетици је атлетско такмичење у организацији Европске атлетске асоцијације (ЕАА). Заменило је Европски куп у атлетици чије је последње такмичење одржано у сезони 2008. године. Одлучено је да екипно првенство буде годишње такмичења, а прво је одржано 2009. У такмичењу је учествовало 50 европских атлетских савеза чланова ЕАА.

## Систем такмичења
Такмичило се у 40 атлетских дисциплина (20 за жене и 20 за мушкарце). За коначан пласнам су се рачунали збирни резултати за обе конкуренције.

## Структура
Такмичења се одвија у четири одвојене лиге:
- Суперлига — 12 репрезентација
- Прва лига — 12 репрезентација
- Друга лига — 8 репрезентација
- Трећа лига — 14 репрезентација

Распоред по лигама у првој сезони 2009. направљен је према постугнутим резултатима у последњој сезони Купа Европе 2008. године.

## Измене у лигама на крају сезона
Победник Суперлиге је првак Европе за ту сезону, а три последње репрезентације испадају у 1. лигу. Њих замењују три првопласиране репрезентације из 1. лиге, а у 2. лигу испадају последње две. Из 2. у 1. лигу иду прве две, а у 3. испадају последње две репрезентације. Код 3. лиге само прве две иду у 2. лигу, а из ње нико не испада.

## Сезоне Европских екипних првенстава
| Сезона | Суперлига    | Суперлига    | 1. лига      | 1. лига      | 2. лига         | 2. лига      | 3. лига         | 3. лига      |
| Сезона | Место        | Победник     | Место        | Победник     | Место           | Победник     | Место           | Победник     |
| ------ | ------------ | ------------ | ------------ | ------------ | --------------- | ------------ | --------------- | ------------ |
| 2009   | Леирија      | Немачка      | Берген       | Белорусија   | Банска Бистрица | Литванија    | Сарајево        | Израел       |
| 2010   | Берген       | Русија       | Будимпешта   | Чешка        | Београд         | Швајцарска   | Марса           | Данска       |
| 2011   | Стокхолм     | Русија       | Измир        | Турска       | Нови Сад        | Естонија     | Рејкјавик       | Израел       |
| 2012   | Није одржано | Није одржано | Није одржано | Није одржано | Није одржано    | Није одржано | Није одржано    | Није одржано |
| 2013   | Гејтсхед     | Русија       | Даблин       | Чешка        | Каунас          | Словенија    | Банска Бистрица | Словачка     |
| 2014   | Брауншвајг   | Немачка      | Талин        | Белорусија   | Рига            | Швајцарска   | Тбилиси         | Кипар        |
| 2015   | Чебоксари    | Русија       | Хераклион    | Чешка        | Стара Загора    | Данска       | Баку            | Словачка     |
| 2017   | Лил          |              | Васа         |              | Тел Авив        |              | Марса           |              |

## Суперлига
Репрезентације које су учествовале у Суперлиги.
| Земља            | 2009 | 2010 | 2011 | 2013 | 2014 | 2015 |
| ---------------- | ---- | ---- | ---- | ---- | ---- | ---- |
| Белорусија       |      | 8    | 9    | 10   |      | 9    |
| Чешка            | 10   |      | 10   |      | 11   |      |
| Финска           |      | 12   |      |      |      | 11   |
| Француска        | 4    | 4    | 5    | 4    | 3    | 3    |
| Немачка          | 1    | 3    | 2    | 2    | 1    | 2    |
| Велика Британија | 3    | 2    | 4    | 3    | 5    | 5    |
| Грчка            | 9    | 10   |      | 11   |      |      |
| Италија          | 6    | 7    | 8    | 7    | 7    | 6    |
| Холандија        |      |      |      |      | 10   |      |
| Норвешка         |      | 11   |      | 12   |      | 12   |
| Пољска           | 5    | 6    | 6    | 5    | 4    | 4    |
| Португалија      | 11   |      | 11   |      |      |      |
| Русија           | 2    | 1    | 1    | 1    | 2    | 1    |
| Шпанија          | 8    | 9    | 7    | 8    | 8    | 8    |
| Шведска          | 12   |      | 12   |      | 9    | 10   |
| Турска           |      |      |      | 9    | 12   |      |
| Украјина         | 7    | 5    | 3    | 6    | 6    | 7    |